# Шапинковий гриб
Шапинковий гриб — збірне поняття, що означає плодове тіло, яке має певні зовнішні ознаки: гриб, що складається з шапинки та ніжки.
Розрізняють форми шапинкових плодових тіл по розташуванню ніжки щодо шапинки:
- Центральні — ніжка з'єднана з центром шапинки;
- Ексцентричні — ніжка знаходиться не в центрі шапинки;
- Бічні — ніжка з'єднана з краєм шапинки.

До шапинкових грибів зазвичай відносять і плодові тіла, що не мають ніжки — сидячі. Вони прикріплюються до субстрату бічною частиною, анатомія ж їх не відрізняється від будови шапинок./
Умови росту -- підвищена температура (+12 - +22 °С), достатня вологість, наявність у ґрунті органічних речовин, гриби краще ростуть за безвітряної погоди. гіфи міцеліюплодове тілоніжкашапинка. Ріст плодового тіла продовжується до 10 діб (за добу можуть вирости на 4-4,5 см). 
Тіло шапинкових грибів:
Шапинка, ніжка, міцелій, що утворений щільно переплетеними гіфами./
Будова нижнього шару шапинки - гіменофора трубчаста.
Отруйні: Печериця рудіюча, опеньок несправжній, чортів гриб, бліда поганка, мухомор.

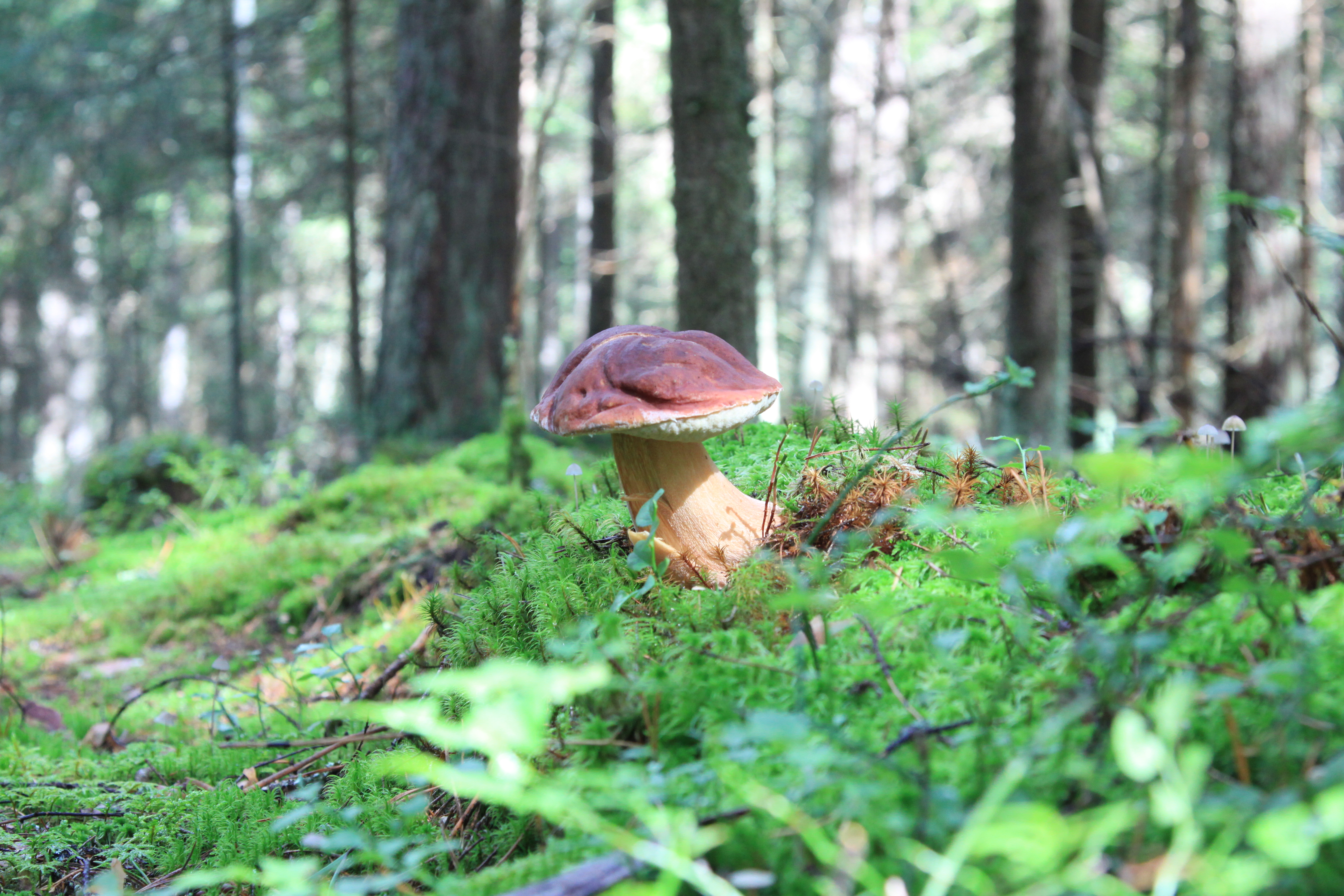
Білий гриб, їстівний.

Є і їстівні - маслюк, підберезник, білий гриб.